# Rione Traiano
Il Rione Traiano è un rione di Napoli situato nel quartiere Soccavo, nella zona sud-ovest della città. Esso funge da collegamento tra il resto del quartiere con quello di Fuorigrotta.

## Storia e descrizione
Il rione è sorto alla fine degli anni cinquanta in un'area di espansione prevista dal piano regolatore del 1958 voluto da Achille Lauro e mai completamente implementato, ma che ha influenzato l'urbanistica della città nel dopoguerra. La realizzazione è durata tredici anni. Fu voluto da INA-Casa, IACP, Unrra-casa, Cassa per il Mezzogiorno, INCIS e Società pel Risanamento. Occupa 130 ettari per un totale di 24 000 abitanti.
Il progetto venne realizzato in una prima stesura da Marcello Canino nel 1957 ed inserito nel programma del piano regolatore comunale, originariamente si chiamava C.E.P. Cintia, poi il progetto venne rivisto nel 1959 e nel 1964. Il progetto e la realizzazione venne affidata al progetto vincitore di Canino. Tra i partecipanti al concorso anche Carlo Cocchia, Francesco Della Sala, Antonio De Pascale, Stefania Filo Speziale, Enzo Gentile, Elio Lo Cicero, Raffaello Salvatori, Stefano Paciello, Mario Rispoli, Giuseppe Nicolosi, Piero Maria Lugli, Domenico Andriello, Nicola Forte, l'ingegnere Domenico D'Albora, Pietro Ermellini, Pasquale Sasso e Michele Pizzolorusso. Inizialmente era destinato agli abitanti della baraccopoli di via Marina, senza casa dal dopoguerra, ma ben presto divenne una sorta di ghetto.
Ideato come uno dei trentuno quartieri satelliti d'Italia costruiti tra la fine degli anni cinquanta e terminati entro i decenni successivi, la progettazione dell'intero rione risente di esperienze diverse dei progettisti in generale è ispirato dalla città medioevale, alle periferie scandinave e alle park-way americane per i suoi larghi viali alberati. Gli edifici significativi sono gli edifici a torre e in linea di Stefano Paciello e Marcello Angrisani, altri edifici a torre di Alfredo Sbriziolo e Michele Capobianco, mentre sono di Marcello Canino alcuni edifici in linea e la chiesa principale e infine l'asilo nido di corrente del Movimento Moderno è dovuto a Francesco Della Sala. Più recente è la scuola media realizzata tra il 1974 e il 1989 da Salvatore Bisogni.

## Servizi
Edificato negli anni '60, è composto soprattutto da case popolari. Non vi sono molti servizi, tuttavia troviamo la presenza della Circumflegrea (stazione di Traiano) che collega il quartiere con il centro storico di Napoli, delle linee bus e del centro commerciale Azzurro (ex San Paolo) e di vari supermercati, del mercatino rionale, del parco comunale denominato "Parco Costantino", di scuole, di un asilo, del centro polifunzionale efficiente e molti altri edifici.